# Adèle Dumilâtre
Adèle Alphonsine Dumilâtre (Parigi, 30 giugno 1821 – Parigi, 4 maggio 1909) è stata una ballerina francese, famosa ai tempi del balletto romantico. Dopo il matrimonio con Francisco Drake del Castillo divenne contessa.

## Biografia

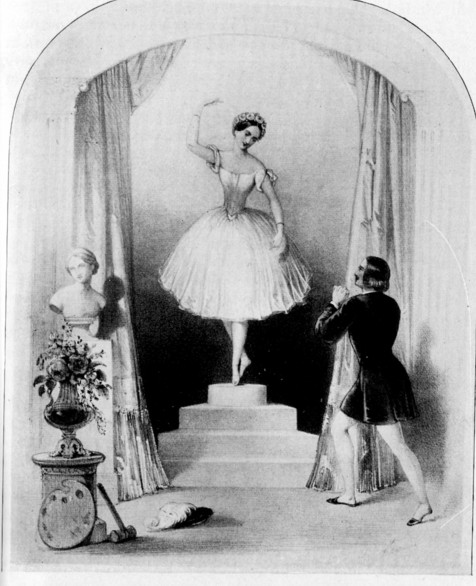
La Fille de marbre, Dumilâtre e Lucien Petipa, Parigi (1847)

Figlia minore dell'attore della Comédie-Française Michel Dumilâtre, studiò danza con Charles Petit.
La danza di Adèle, con la leggerezza della figura in voga negli anni trenta dell'Ottocento, le conferiva un senso di ariosità. Ballò nel Balletto dell'Opéra di Parigi dal 1840 al 1848. Danzò nel ruolo di Myrtha in Giselle il 28 giugno 1841, insieme a Carlotta Grisi e Lucien Petipa. Era nota anche per il suo ruolo nell'opera Martha. Ha ballato il ruolo principale in La Sylphide e anche in Lady Henriette (1844). Ballò con molto successo a Milano e Londra, dove nel 1845 eseguì La Fille de marbre di Arthur Saint-Léon. Si esibì all'Her Majesty's Theatre (1843), al Theatre Royal Drury Lane (1844–45) e alla Scala (1846). Il quotidiano The Times descrisse la sua danza come "così eterea... da renderla quasi trasparente." Adèle ed Eugene Coralli si sono esibiti nella coreografia di La Gypsy (nell'atto II) di Joseph Mazilier (ballerino, maestro di ballo e coreografo). Nel 1848, tuttavia, la sua interpretazione in Griseldis fu definita deludente.
Anche sua sorella maggiore, Sophie, ballò all'Opéra di Parigi dal 1838 al 1845. Erano soprannominate "les sœurs Demi-Lattes", le sorelle di mezza assicella, a causa della loro magrezza. Achille Devéria la ritrasse con Jean Coralli. Dopo essersi ritirata dal balletto, sposò Francisco Drake del Castillo e divenne contessa. Rimasta vedova, andò a vivere con la sorella prima di trasferirsi in Turenna con i tre figli.
Morì a Parigi nella sua casa in Rue Cler all'avvicinarsi del suo ottantottesimo compleanno ed è sepolta nel cimitero di Montmartre.